# Bedřich Schwarzenberg (bankéř)
Bedřich Schwarzenberg, také Bedřich ze Schwarzenbergu (německy Friedrich Schwarzenberg; 24. srpna 1940 Praha – 13. dubna 2014 Nový dvůr u Cerhonic) byl švýcarsko-český bankéř a příslušník orlické větve šlechtického rodu Schwarzenbergů. Jeho starší bratr Karel Schwarzenberg byl kancléřem prezidenta Václava Havla a ministrem zahraničních věcí České republiky.

## Životopis
Bedřich Schwarzenberg (celým jménem německy Friedrich Karl Joseph Johannes von Nepomuk Antonius Bartholomäus Felix Judas Thaddäus Conrad von Parzham Prinz zu Schwarzenberg) byl mladším synem heraldika, politika a historika Karla VI. knížete ze Schwarzenbergu (1911–1986), 7. hlavy schwarzenberské sekundogenitury a knížete ze Schwarzenbergu, a jeho manželky Antonie, rozené princezny z Fürstenbergu (1905–1988).

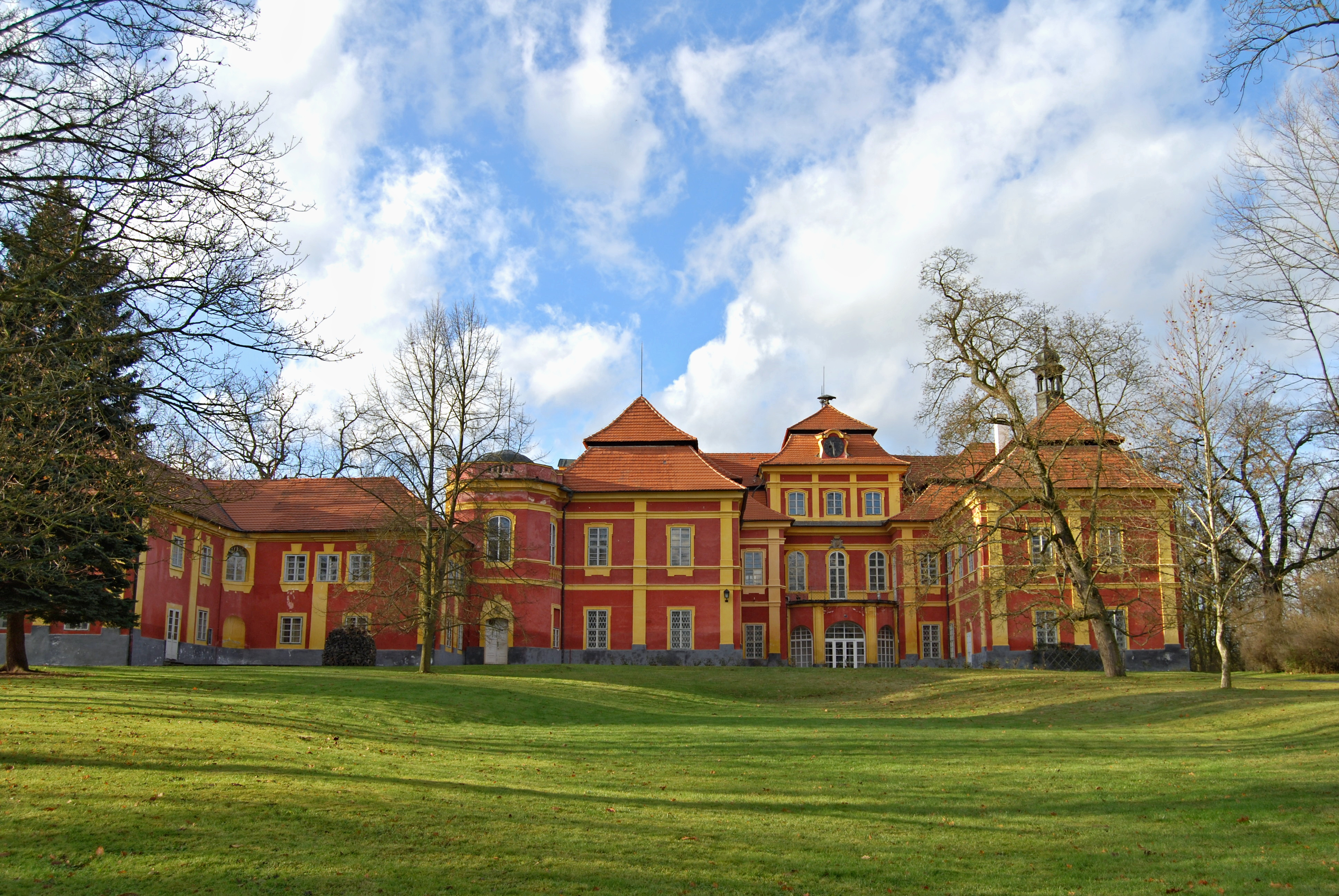
Zámek v Čimelicích

Vyrůstal střídavě v Orlíku nad Vltavou, Čimelicích a Praze. Bližší vztah měl k matce. Měl domácí učitele, ve škole pouze skládal zkoušky. Za války doma mluvili jen česky, po válce hovořil s matkou německy a s otcem česky. V roce 1948 po komunistickém puči rodina emigrovala do Rakouska. Ve Vídni navštěvoval gymnázium, později také ve Vídni vystudoval obor bankovnictví na Bankovní institutu (Bankinstitut), Studium úspěšně dokončil v roce 1965. Po vysoké škole ho čekala roční vojenská služba a následně si své první zaměstnání našel v Bruselu. Později se přestěhoval do Švýcarska, žil v Ženevě, Lausanne a v Luganu.
Téměř dvacet let pracoval v největší švýcarské bance United Banks of Switzerland v Curychu, kde v jeho gesci byl styk s vládními reprezentanty a guvernéry mnoha národních bank. Ve věku 58 let odešel do předčasného důchodu, ale ještě pět let částečně pracoval pro menší banku. Ve Švýcarsku také působil jako předseda několika obchodních komor, dále v poradenské komisi pro švýcarskou vládu a parlament v otázkách zahraničních styků.
Do Československa se po odchodu do emigrace poprvé podíval v roce 1975, když jednal se zástupci Státní banky československé.
Byl čestným rytířem Suverénního řádu Maltézských rytířů, kde zastával pozici pokladníka (pro-preceptora).
Mezi jeho zájmy patřilo lyžování, tenis a golf.
Zemřel v roce 2014 ve věku 73 let a byl pohřben ve Schwarzenberské hrobce v Orlíku nad Vltavou.

## Majetek
Po roce 1989 restituoval veškerý venkovský majetek jeho starší bratr kníže Karel. Bedřich si v jižních Čechách u Cerhonic koupil hospodářský dvůr a téměř tři tisíce hektarů lesa a polností. Dvůr se objevil ve filmu Je třeba zabít Sekala, rodina zchátralý dvůr zrekonstruovala a upravila na zámecké stavení s venkovním bazénem, tenisovým kurtem a golfovým hřištěm. Na západ od dvora nechali vysázet alej, na jejímž konci nechali postavit pseudobarokní kapli.

## Rodina
V Curychu se 12. října 1984 oženil s Regulou Brigittou Schlegel (* 16. 4. 1956 Curych), která není šlechtického původu. Seznámili se na golfu v Curychu. Pocházela z lékařské rodiny, několik jejích předků bylo lékaři. Její otec Dr. med. Jakub Schlegel byl docentem na univerzitě, plukovníkem švýcarské armády a stál v čele nemocnice. Byl také členem tradičního cechu malířů a vinařů v Curychu. Narodily se jim dvě děti:
- 1. Marie Helene (29. 4. 1987 Curych – 18. 5. 2019 Curych), zemřela ve věku 32 let po těžké nemoci.[12]
- 2. Ferdinand Karel (* 17. 7. 1989 Curych), od roku 2023 první v následnictví knížecího titulu

## Vývod z předků
|                       |                                         |  |                               |                                              |  |  |  |  |  |  |  | Karel III. ze Schwarzenbergu |
|                       |                                         |  |                               |                                              |  |  |  |  |  |  |  |                              |
|                       | Karel IV. ze Schwarzenbergu             |  |                               |                                              |  |  |  |  |  |  |  |                              |
|                       |                                         |  |                               |                                              |  |  |  |  |  |  |  |                              |
|                       |                                         |  |                               | Vilemína z Oettingen-Wallersteinu            |  |  |  |  |  |  |  |                              |
|                       |                                         |  |                               |                                              |  |  |  |  |  |  |  |                              |
|                       | Karel V. ze Schwarzenbergu              |  |                               |                                              |  |  |  |  |  |  |  |                              |
|                       |                                         |  |                               |                                              |  |  |  |  |  |  |  |                              |
|                       |                                         |  |                               | Bedřich Karel Kinský                         |  |  |  |  |  |  |  |                              |
|                       |                                         |  |                               |                                              |  |  |  |  |  |  |  |                              |
|                       | Marie Terezie Kinská z Vchynic a Tetova |  |                               |                                              |  |  |  |  |  |  |  |                              |
|                       |                                         |  |                               |                                              |  |  |  |  |  |  |  |                              |
|                       |                                         |  |                               | Žofie Marie z Mensdorff-Pouilly              |  |  |  |  |  |  |  |                              |
|                       |                                         |  |                               |                                              |  |  |  |  |  |  |  |                              |
|                       | Karel VI. Schwarzenberg                 |  |                               |                                              |  |  |  |  |  |  |  |                              |
|                       |                                         |  |                               |                                              |  |  |  |  |  |  |  |                              |
|                       |                                         |  |                               | Eduard z Clam-Gallasu                        |  |  |  |  |  |  |  |                              |
|                       |                                         |  |                               |                                              |  |  |  |  |  |  |  |                              |
|                       | František z Clam-Gallasu                |  |                               |                                              |  |  |  |  |  |  |  |                              |
|                       |                                         |  |                               |                                              |  |  |  |  |  |  |  |                              |
|                       |                                         |  |                               | Klotylda z Dietrichstein-Proskau-Leslie      |  |  |  |  |  |  |  |                              |
|                       |                                         |  |                               |                                              |  |  |  |  |  |  |  |                              |
|                       | Eleonora z Clam-Gallasu                 |  |                               |                                              |  |  |  |  |  |  |  |                              |
|                       |                                         |  |                               |                                              |  |  |  |  |  |  |  |                              |
|                       |                                         |  |                               | Arnošt Karel z Hoyos-Sprinzensteinu          |  |  |  |  |  |  |  |                              |
|                       |                                         |  |                               |                                              |  |  |  |  |  |  |  |                              |
|                       | Marie z Clam-Gallasu                    |  |                               |                                              |  |  |  |  |  |  |  |                              |
|                       |                                         |  |                               |                                              |  |  |  |  |  |  |  |                              |
|                       |                                         |  |                               | Eleonora Ida z Paaru                         |  |  |  |  |  |  |  |                              |
|                       |                                         |  |                               |                                              |  |  |  |  |  |  |  |                              |
| Bedřich Schwarzenberg |                                         |  |                               |                                              |  |  |  |  |  |  |  |                              |
|                       |                                         |  |                               |                                              |  |  |  |  |  |  |  |                              |
|                       |                                         |  | Karel Egon II. z Fürstenbergu |                                              |  |  |  |  |  |  |  |                              |
|                       |                                         |  |                               |                                              |  |  |  |  |  |  |  |                              |
|                       | Maximilián Egon I. z Fürstenbergu       |  |                               |                                              |  |  |  |  |  |  |  |                              |
|                       |                                         |  |                               |                                              |  |  |  |  |  |  |  |                              |
|                       |                                         |  |                               | Amálie Kristýna Bádenská                     |  |  |  |  |  |  |  |                              |
|                       |                                         |  |                               |                                              |  |  |  |  |  |  |  |                              |
|                       | Karel Emil z Fürstenbergu               |  |                               |                                              |  |  |  |  |  |  |  |                              |
|                       |                                         |  |                               |                                              |  |  |  |  |  |  |  |                              |
|                       |                                         |  |                               | Richard Khevenhüller-Metsch                  |  |  |  |  |  |  |  |                              |
|                       |                                         |  |                               |                                              |  |  |  |  |  |  |  |                              |
|                       | Leontina z Khevenhüller-Metsch          |  |                               |                                              |  |  |  |  |  |  |  |                              |
|                       |                                         |  |                               |                                              |  |  |  |  |  |  |  |                              |
|                       |                                         |  |                               | Antonie Lichnowská z Voštic                  |  |  |  |  |  |  |  |                              |
|                       |                                         |  |                               |                                              |  |  |  |  |  |  |  |                              |
|                       | Antonie Leontina z Fürstenbergu         |  |                               |                                              |  |  |  |  |  |  |  |                              |
|                       |                                         |  |                               |                                              |  |  |  |  |  |  |  |                              |
|                       |                                         |  |                               | Jiří Festetics                               |  |  |  |  |  |  |  |                              |
|                       |                                         |  |                               |                                              |  |  |  |  |  |  |  |                              |
|                       | Tasilo Festetics z Tolny                |  |                               |                                              |  |  |  |  |  |  |  |                              |
|                       |                                         |  |                               |                                              |  |  |  |  |  |  |  |                              |
|                       |                                         |  |                               | Evženie Erdődyová z Monyorókeréku a Monoszló |  |  |  |  |  |  |  |                              |
|                       |                                         |  |                               |                                              |  |  |  |  |  |  |  |                              |
|                       | Marie Matilda Festeticsová z Tolny      |  |                               |                                              |  |  |  |  |  |  |  |                              |
|                       |                                         |  |                               |                                              |  |  |  |  |  |  |  |                              |
|                       |                                         |  |                               | William Hamilton, 11. vévoda z Hamiltonu     |  |  |  |  |  |  |  |                              |
|                       |                                         |  |                               |                                              |  |  |  |  |  |  |  |                              |
|                       | Mary Victoria Douglas-Hamiltonová       |  |                               |                                              |  |  |  |  |  |  |  |                              |
|                       |                                         |  |                               |                                              |  |  |  |  |  |  |  |                              |
|                       |                                         |  |                               | Marie Amélie Bádenská                        |  |  |  |  |  |  |  |                              |
|                       |                                         |  |                               |                                              |  |  |  |  |  |  |  |                              |